# Rocky Mountain Jamboree
Das Rocky Mountain Jamboree war eine US-amerikanische Country-Sendung, die von KLAK aus Denver, Colorado, gesendet wurde.

## Geschichte

### Anfänge und Aufstieg
Das erste Rocky Mountain Jamboree wurde 1959 ausgestrahlt, was für Sendungen dieses Typs schon sehr spät war. Die Show war eine Idee des Bluegrass-Musikers Buster Jenkins, der zusammen mit seiner Band, der Blue Grass Group, durch das Programm führte. Die Blue Grass Group war gleichzeitig die Hausband des Jamborees. Die Show wurde von der 4th und Grant Street in Denver gesendet. 1962 wurde ein Konzert des Rocky Mountain Jamborees mitgeschnitten, um auf Platte veröffentlicht zu werden.
Das Ensemble der Show bestand aus verschiedenen regionalen Musikern. Die Blue Grass Group setzte sich aus  folgenden Mitgliedern zusammen: Gene Poole (Bass), Bob Burgame (Gitarre), Buster Jenkins (Fiddle), Betty Shubert (Gitarre) und Don Henningson (Steel Guitar). Weitere Mitglieder der Show waren Johnny Chase, Bill & Joyce, Roy Green, die Country Boys und Charlie Waggoner, der auch als Moderator fungierte und bei Linco Records unter Vertrag stand. Star der Show war Gerry Butler, ein Ire, der nur für einige Jahre in den Staaten lebte. Zwischendurch wurde die Show durch Komik von Bozo dem Clown aufgelockert.

### Ende
1970 wurde die letzte Sendung des Rocky Mountain Jamborees gesendet. Buster Jenkins gab die Show auf, da er mit einer Bluegrassband eine Tournee durch die USA unternehmen wollte. Jenkins starb 2008.

## Gäste und Mitglieder
- Buster Jenkins and the Bluegrass Group
- The Country Boys
- Roy Green
- Bill & Joyce
- Gerry Butler
- Johnny Chase
- Bozo the Clown & Bezo
- Charlie Waggoner
- Mike Donner
- Betty Shubert